# Tuy Hoa

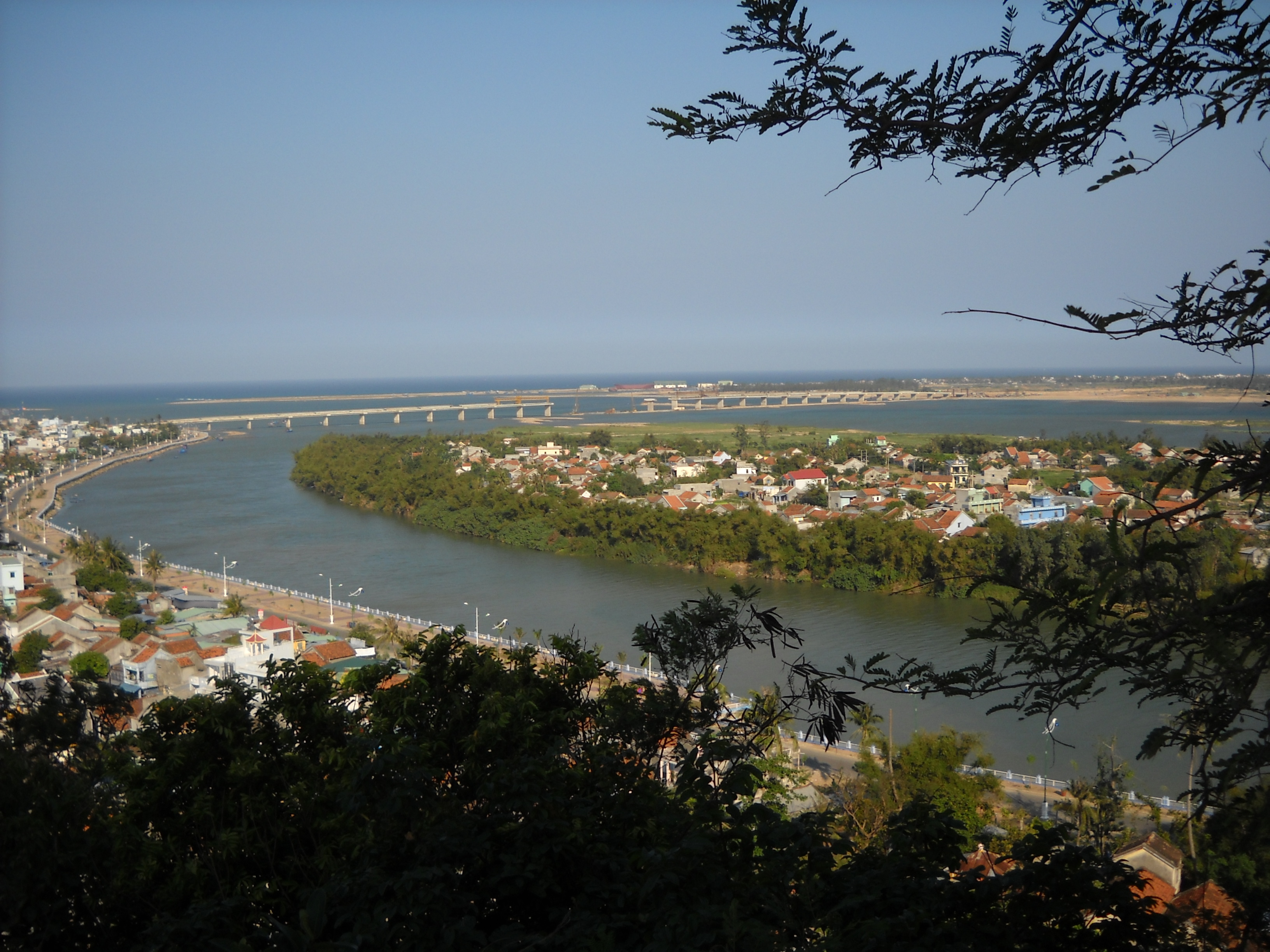
Vy över Tuy Hoa.

Tuy Hoa (på vietnamesiska Tuy Hòa) är en stad i Vietnam och är huvudstad i provinsen Phu Yen. Folkmängden uppgick till 152 113 invånare vid folkräkningen 2009, varav 122 838 invånare bodde i själva centralorten.